# Liborio Flores Enríquez
Liborio Flores Enríquez (Sucre, Bolivia; 1 de septiembre de 1957) es un piloto de aviación retirado, abogado y diplomático boliviano, que se desempeñó como Embajador del Estado Plurinacional de Bolivia ante la República Argentina entre 2013 y 2016.

## Biografía

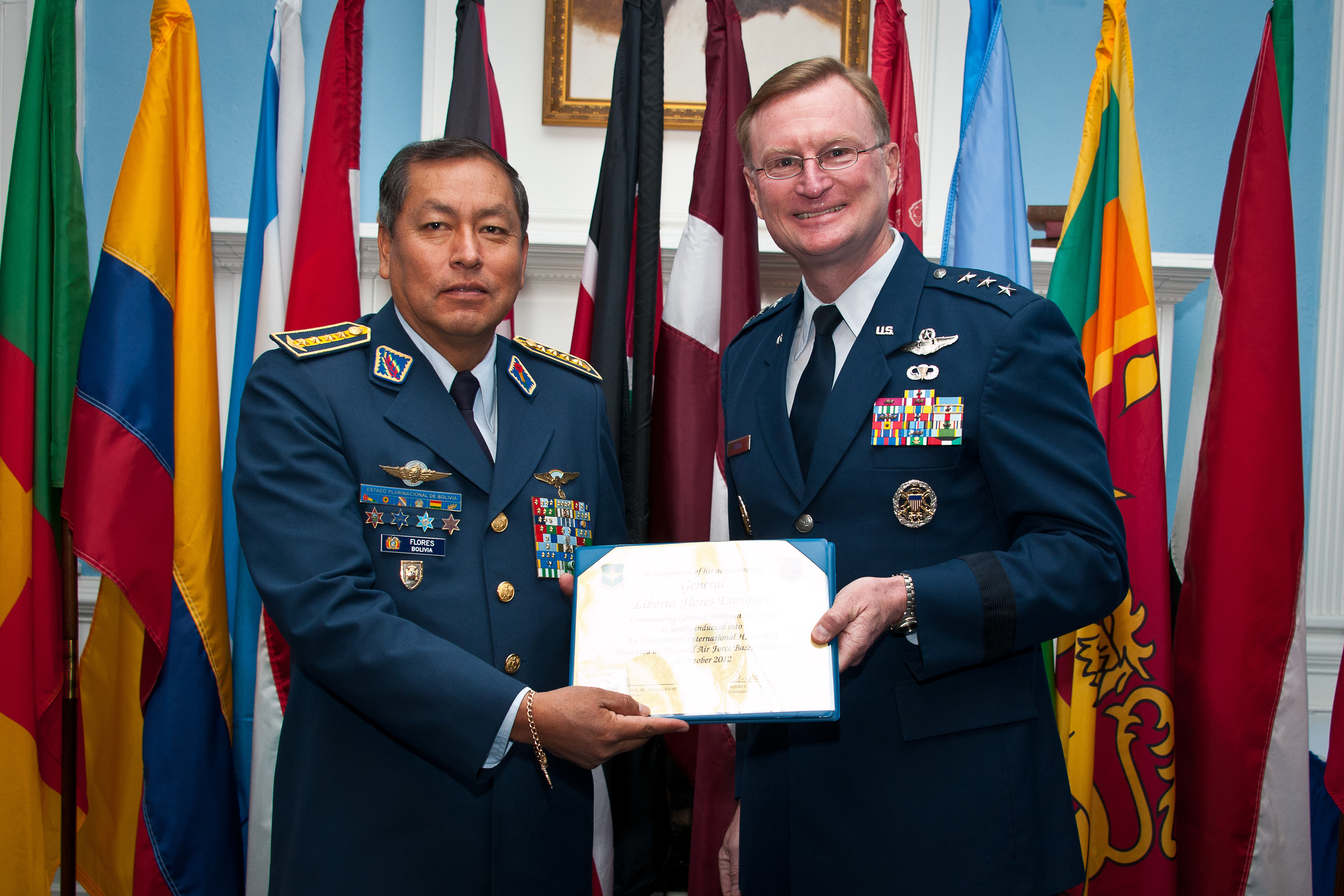
Flores con el general David S. Fadok de la Fuerza Aérea de los Estados Unidos.

Formó parte de la Fuerza Aérea Boliviana (FAB) por 33 años, donde fue piloto y alcanzó el rango de comandante general, siendo nombrado el 11 de marzo de 2011 como Jefe de Estado Mayor General de la FAB.
También realizó estudios de abogacía y luego de diplomacia en la Academia Diplomática Boliviana, donde egresó en 1995. Tiene una maestría en relaciones internacionales. Fue becado para continuar sus estudios en la Fuerza Aérea Argentina, egresando de la Escuela de Aviación Militar como piloto de guerra.
Durante su carrera representó las Fuerzas Armadas de Bolivia ante la Asamblea Constituyente de Bolivia de 2006 y fue agregado de Defensa en la Embajada de Bolivia en Brasil.
En febrero de 2013, el gobierno boliviano lo designó como embajador en Argentina, siendo luego aprobado por el Senado. Presentó sus cartas credenciales ante el vicepresidente argentino Amado Boudou el 5 de septiembre de 2013.
En cuanto a su vida personal, está casado
(Lic. María Alejandra Rengifo Tamayo)y tiene dos hijos (Ing Julia Alejandra y Boris Alejandro)